# Volta ao Algarve de 1987
A 13.ª edição da  Volta ao Algarve teve lugar de 29 de abril a 3 de maio de 1987.

## Generalidad(e)(s)
A velocidade média desta volta é de ? km h.

## As etapas
| Etapa     | Localidades | Km | Vencedor           | Segundo | Terceiro | Duração         | Velocidade média | Líder da geral  |
| 1.ª etapa | ?           | ?  | Alexandre Ruas,    | ?       | ?        | ? h ?? min ??s  | ??,??? km h      | Alexandre Ruas, |
| 2.ª etapa | ?           | ?  | Manuel Cunha,      | ?       | ?        | ? h ?? min ?? s | ??,??? km h      | ?               |
| 3.ª etapa | ?           | ?  | José Fernandes,    | ?       | ?        | ? h ?? min ?? s | ??,??? km h      | ?               |
| 4.ª etapa | ?           | ?  | Joaquim Salgado,   | ?       | ?        | ? h ?? min ?? s | ??,??? km h      | ?               |
| 5.ª etapa | ?           | ?  | António Fernandes, | ?       | ?        | ? h ?? min ?? s | ??,??? km h      | ?               |
| 6.ª etapa | ?           | ?  | Idalécio Jorge,    | ?       | ?        | ? h ?? min ?? s | ??,??? km h      | ?               |
| 7.ª etapa | ?           | ?  | Luís Santos,       | ?       | ?        | ? h ?? min ?? s | ??,??? km h      | Manuel Cunha,   |

## Classificação geral
| \| 1. Manuel Antonio Cunha, \| ? h ?? min ?? s \| \| \| \| 2. António Pinto, \| a ? min ?? s \| \| \| \| 3. Joaquim Salgado, \| a ? min ?? s \| \| \| \| 4. Jorge Silva, \| a ? min ?? s \| \| \| \| 5. Constâncio Reis, \| a ? min ?? s \| \| \| \| 6. Luís Vargues, \| a ? min ?? s \| \| \| \| 7. Luís Sequeira, \| a ? min ?? s \| \| \| \| 8. Manuel Neves, \| a ? min ?? s \| \| \| \| 9. Paulo Duque, \| a ? min ?? s \| \| \| \| 10. António Alves, \| a ? min ?? s \| \| \| |                 |  |  |
| 1. Manuel Antonio Cunha, | ? h ?? min ?? s |  |  |
| 2. António Pinto, | a ? min ?? s    |  |  |
| 3. Joaquim Salgado, | a ? min ?? s    |  |  |
| 4. Jorge Silva, | a ? min ?? s    |  |  |
| 5. Constâncio Reis, | a ? min ?? s    |  |  |
| 6. Luís Vargues, | a ? min ?? s    |  |  |
| 7. Luís Sequeira, | a ? min ?? s    |  |  |
| 8. Manuel Neves, | a ? min ?? s    |  |  |
| 9. Paulo Duque, | a ? min ?? s    |  |  |
| 10. António Alves, | a ? min ?? s    |  |  |

## Classificações Secundárias
| Classificação por pontos          | Alexandre Ruas,    |
| Classificação do melhor escalador | Joaquim Salgado,   |
| Classificação da melhor equipa    | Sicasal-Torreense, |

## Lista das equipas
| Louletano-Construçõeres Fol | Garcia-Joalheiro  | Sicasal-Torreense |
|                             |                   |                   |
| Olhanense-Vila Espejismo    | Ginásio de Tavira | Boavista          |
|                             |                   |                   |
| Ajacto-Morphy Richards      | Feirense          |                   |
|                             |                   |                   |
|                             |                   |                   |